# Јован Исајловић Млађи
Јован Исаиловић Млађи (Даљ, 1803 — Стапар, 1885) био је српски сликар, активан почетком и средином деветнаестог века.

## Биографија
Он је унук Јована Исајловића Старијег (у изворима се његово презиме пише и као Исаиловић) који је осликао иконостас Српске православне цркве Светих Петра и Павла у Бијелом Пољу 1783. године. Његов отац Стефан био је обућар.
Исајловић Млађи је 1824. завршио учитељску школу у Сомбору, где је његов стриц Димитрије био професор. Током школовања је започео и сликарску обуку код сомборског мајстора Илије Лончаревића. Три године радио као учитељ у Иригу и уз школски рад помагао је приликом сликања зидних слика у иришкој цркви Светог Теодора Тирона. Он је такође сликао за наручиоце у Иригу, Даљу, Сомбору, Новом Саду, Стапару.
Студирао је сликарство у Бечу на Академији ликовних уметности. Његово религиозно сликарство карактеришу утицаји назаретског покрета. Пре одласка у Беч провео је неко време у Крагујевцу (1833-1835) где је насликао неколико икона и портрета. По повратку из Беча поново је боравио у Кнежевини Србији и 1839. насликао је своје најпознатије дело — Кнеза Милана Обреновића II на одру.
Неко време био је дворски сликар патријарха архиепископа и митрополита карловачког Самуила у Карловачкој митрополији.
Најпознатији је по фрескопису у српским православним црквама у Осијеку, Бијелом Пољу, Вуковару, Великом Градишту и другим местима. Такође, његова дела су изложена у Народном музеју у Београду и Музеју Вука и Доситеја.
Његови портрети носе одлике бидермајера.
Насликао је и Срби око гуслара која ја део колекције Матице српске.